# Paolina Giorgi
Paolina Giorgi, pseudonimo di Francesca Chiodi (L'Aquila, 28 gennaio 1883 – Genova, 13 gennaio 1911), è stata una cantante, attrice e imprenditrice italiana.
Diva dei café-chantant e del teatro di varietà, nonché simbolo di emancipazione femminile, fu uccisa quando aveva solo 27 anni, al culmine della sua carriera.

## Biografia
Nacque all'Aquila da una famiglia di operai e, giovanissima, cominciò l'attività da stiratrice. Ebbe un figlio — che morì in culla — da una relazione con un aristocratico cittadino.
A soli sedici anni, nel 1899, si trasferì quindi a Roma cominciando l'attività di sciantosa nei café-chantant della capitale e costruendosi, in breve tempo, una discreta fama; tra i suoi ammiratori vi fu anche il conterraneo Gabriele D'Annunzio. Nel 1902 fu di scena al Salone Margherita di Napoli, quindi esordì a teatro a Roma e Milano accrescendo la sua fama anche oltre i confini nazionali e mettendo da parte una cospicua ricchezza; grazie ai suoi guadagni, riuscì ad aprire nella città natale — con i fratelli e la sorella — la società Chiodi & Capranica che gestì a lungo la mobilità cittadina, tra cui la linea filoviaria. All'Aquila, tuttavia, la sua fama e la vita emancipata le produssero numerose antipatie.
Negli anni Dieci si trasferì a Genova dove cominciò una relazione con il commendatore Monteverde, proprietario dell'Hotel Bristol Palace dove la stessa Paolina lavorava in quel momento. Il 13 gennaio 1911, mentre si trovava al lido di Albaro, venne uccisa con tre colpi di pistola da uno studente argentino, Fermín Carrera, suo pretendente; l'assassino si suicidò poco dopo. Paolina venne inizialmente sepolta al cimitero monumentale di Staglieno, quindi traslata al campo santo aquilano per volontà della famiglia.

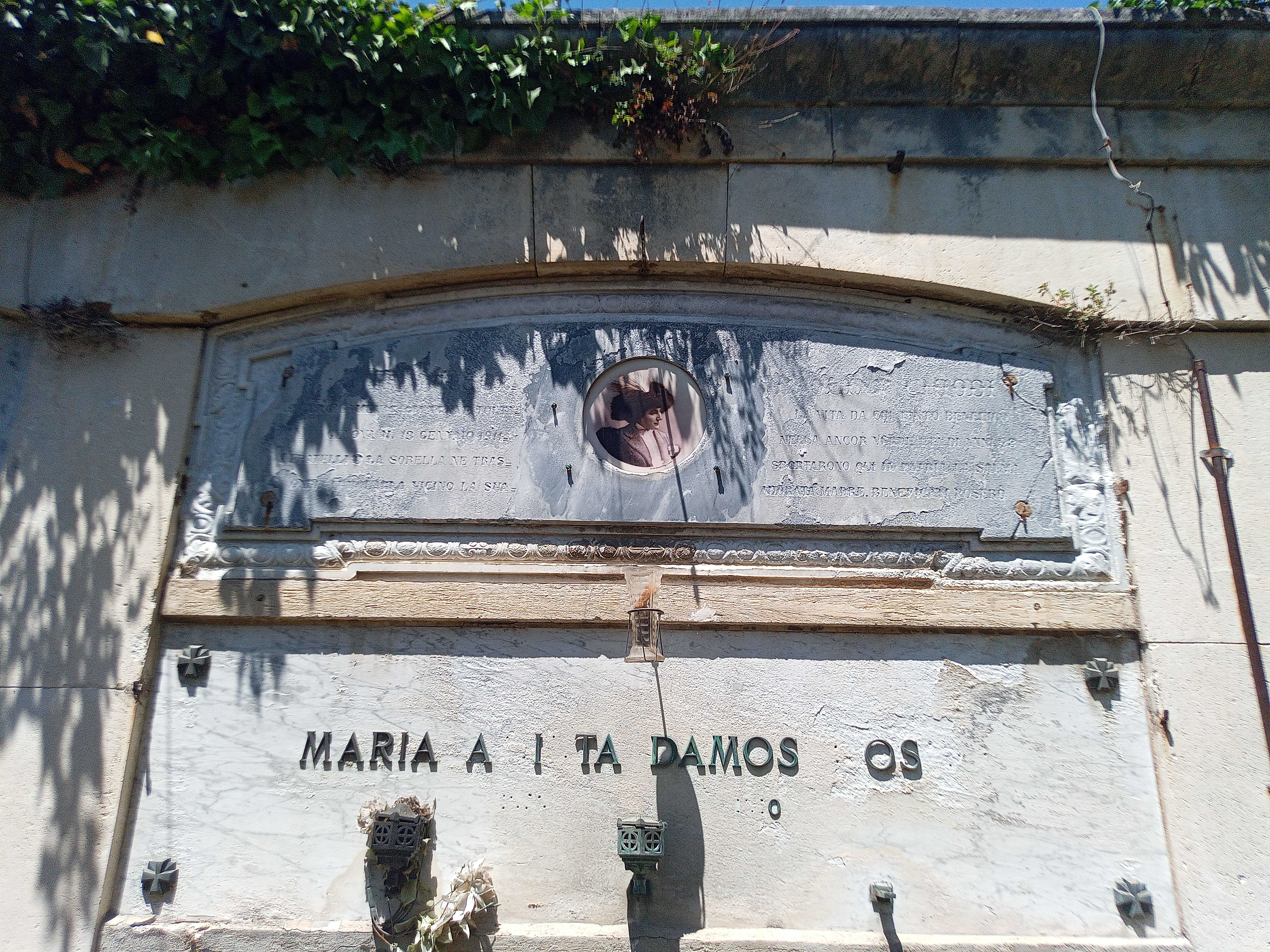
Tomba di Paolina Giorgi all'Aquila

La figura di Paolina Giorgi compare in quattro romanzi di narrativa, tutti successivi alla morte della diva: appare fugacemente in Tre uomini e una farfalla di Silvio Spaventa Filippi (1921), che descrive la vita mondana aquilana d'inizio secolo, ed è la protagonista della trilogia noir di Corrado Augias, ossia Quel treno da Vienna (1981), Il fazzoletto azzurro (1983) e L'ultima primavera (1985).